# Eva-Mari Aro
Eva-Mari Aro, född Niemi 27 augusti 1950 i Harjavalta, är en finländsk botaniker.
Aro avlade filosofie doktorsexamen 1982. Hon var biträdande professor i botanik vid avdelningen för växtfysiologi och molekylärbiologi vid Åbo universitet 1987–1998 och blev sistnämnda år professor. Hon utnämndes 1998 till akademiprofessor. Professorsförbundet utsåg henne till Årets professor 2013. Sedan 2001 är hon ledamot av Finska Vetenskapsakademien.
Aro har forskat bland annat i fotosyntesens känslighet för miljöfaktorer på molekylär nivå. 